# Бре (река)
Бре (фр. Braye) река је у Француској и десна притока реке Лоар. Њен извор је удаљен око 1 km (0,6 mi) западно од Отон ди Перша. Река је дуга 75 km (46,7 mi), и прелази Севињи сир Бре. Међу притокама су и Грен, Аниј и Тазон. Улива се у Лоар у близини Пон-де-Бре. 